# Euryischia leucopidis
Euryischia leucopidis är en stekelart som beskrevs av Filippo Silvestri 1915. Euryischia leucopidis ingår i släktet Euryischia och familjen växtlussteklar.
Artens utbredningsområde är Eritrea. Inga underarter finns listade i Catalogue of Life.